# Synchlora frondaria
Synchlora frondaria är en fjärilsart som beskrevs av Achille Guenée 1857. Synchlora frondaria ingår i släktet Synchlora och familjen mätare. Inga underarter finns listade i Catalogue of Life.